# Ana Maria de Lorena

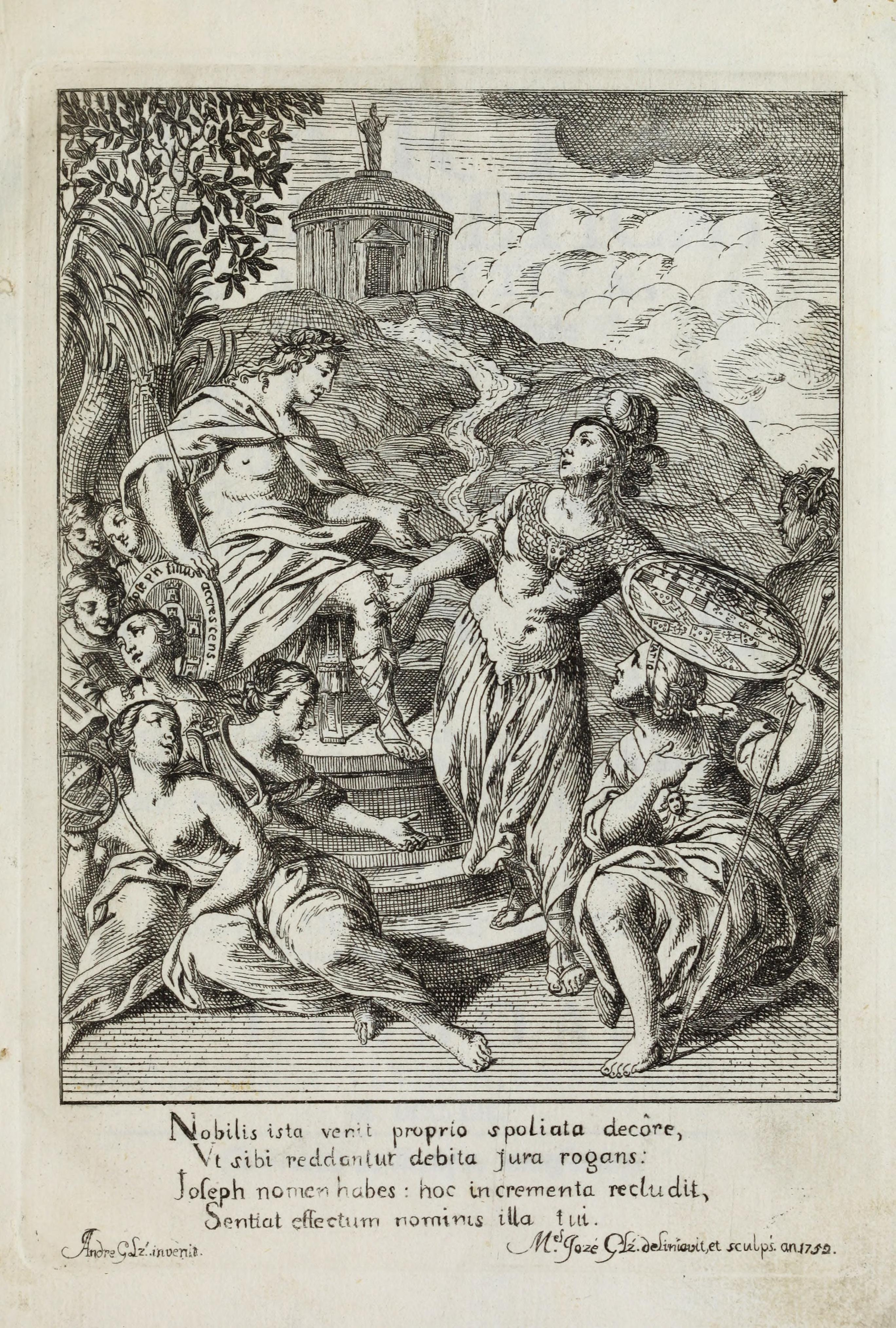
Allegoria della Pittura: D. Ana de Lorena rappresentata come Atena protettrice della pittura. Incisione di Manuel José Gonçalves (1752).

Dona Ana Maria Catarina Henriqueta de Lorena, 1ª duchessa di Abrantes (3 settembre 1691 – 1º giugno 1761), è stata una nobildonna portoghese.

## Biografia
Era la figlia maggiore di Rodrigo Anes de Sá Almeida e Menezes, I marchese di Abrantes e VII conte di Penaguião e di D. Isabel di Lorena, figlia di D. Nuno Álvares Pereira de Melo, 1º duca di Cadaval. Adottò il patronimico "de Lorena" in onore del bisnonno materno, Francesco Luigi di Lorena.
Divenuta prima damigella (in portoghese, Camareira-mor) della regina Marianna Vittoria, il più alto incarico di corte occupabile da una donna, con un decreto del re Giuseppe I del Portogallo in data 9 dicembre 1753, fu creata, a titolo personale vitalizio, Duchessa di Abrantes.
Ereditò le proprietà e gli altri titoli di famiglia dopo la morte di suo fratello nel 1756.
Ana Maria sposò Rodrigo de Melo (1688-1713), fratello della madre. Ebbero una sola figlia, Maria Margarida de Lorena (1713-1780), che sposò in prime nozze suo zio Joaquim Francisco de Sá Almeida e Menezes, II marchese di Abrantes, e in seconde nozze João da Bemposta.